# Otis G. Pike
Otis Grey Pike, född 31 augusti 1921 i Riverhead i New York, död 20 januari 2014 i Vero Beach i Florida, var en amerikansk demokratisk politiker. Han var ledamot av USA:s representanthus 1961–1979.
Pike deltog i andra världskriget som pilot i USA:s marinkår, avlade 1946 kandidatexamen vid Princeton University och 1948 juristexamen vid Columbia University.
Pike efterträdde 1961 Stuyvesant Wainwright som kongressledamot och efterträddes 1979 av William Carney.